# Raja rouxi
Raja rouxi is een vissensoort uit de familie van de Rajidae. De wetenschappelijke naam van de soort is voor het eerst geldig gepubliceerd in 1977 door Capapé.